# Gammler
Gammler war eine abwertende Bezeichnung für jugendliche Abweichler von der sozialen Norm, die im gesamten deutschsprachigen Raum verwendet wurde. Die so Etikettierten trugen meist lange Haare und waren mit Jeans und Parka bekleidet. Sie übernahmen den Begriff Gammler als Selbstbezeichnung. Die anfangs „hippieske Subkultur“ verlor ihren eigenständigen Bewegungscharakter mit der 68er-Bewegung, als Stilelemente des „Gammelns“ wie Müßiggang, lange Haare, Drogenkonsum sowie die Vorliebe für Rock- und Folkmusik Eingang in die Massenkultur fanden.

## Begriffsherkunft
Gammeln bezeichnet laut Duden „alt werden“, abgeleitet aus dem niederdeutschen gammelen. Seit Mitte der 1950er Jahre wurde „gammeln“ auch für „reduziertes Bewegungstempo“ und „sinnlose Beschäftigung“ verwendet. So heißt es in Küppers Wörterbuch der deutschen Umgangssprache, dass „gammeln“ seit 1955 in der Bedeutung von „langsam tätig sein“ in Gebrauch ist. 1959 hieß es in der Zeitschrift Twen: „Gammeln ist das Lieblingswort dieser Generation.“ Wer den Begriff zuerst und wann für die jugendkulturelle Erscheinung verwandt hat, ist unklar. In der Presse tauchte er erstmals 1963 und ab 1965 verstärkt als Bezeichnung für entsprechende Jugendliche auf.

## Charakterisierung
„Gammler“ zeichneten sich durch eine betonte Ablehnung bürgerlicher Normen und Lebensformen aus, etwa durch Konsumverweigerung und die Ablehnung geregelter Erwerbstätigkeit oder eines als gepflegt geltenden Erscheinungsbildes. Wichtigstes äußeres Erkennungsmerkmal waren lange Haare. Vor allem männliche Gammler boten so einen starken Kontrast zur damals üblichen kurzen Haartracht. Bis in die 1960er Jahre war ein starker sozialer Konformitätsdruck wirksam. Noch stellten Abweichler für die Mehrheit der von militärischen Wertvorstellungen geprägten postfaschistischen deutschen Gesellschaft eine Provokation dar und hatten besonders im provinziellen Umfeld einen schweren Stand. Dementsprechend hielten sich Gammler vorwiegend in den Zentren von Großstädten auf, in denen sich bestimmte Örtlichkeiten zu Treffpunkten dieser Subkultur entwickelten.
Zwei Drittel der Gammler waren als Schüler oder Studenten registriert, das typische Alter lag zwischen 16 und 21, nur 5 % waren 25 Jahre oder älter. Männer waren deutlich in der Überzahl und 82 % stammten aus der Mittelschicht und bürgerlichen Elternhäusern.
Die Zusammensetzung der Subkultur ergibt große Unterschiede in der Motivation. Es gab „Stadt-“ oder „Freizeit- und Wochenendgammler“, die nur am Feierabend und Wochenende die Szenetreffpunkte aufsuchten und sich rein äußerlich der Gruppe anpassten. Morgens gingen sie wieder zur Uni, Ausbildung oder Arbeit. Andere stiegen während der Ferien oder für einige Sommermonate aus und schlossen sich zeitweilig der Szene an, mit einem konkreten Ausstiegsdatum im Hintergrund. Nur den kleineren Teil der Gammler bildeten „Dauergammler“, die alle zentralen Brücken zur bürgerlichen Gesellschaft abgebrochen hatten. Polizeiberichte ordnen die letzte Gruppe, die durch häufige kleine Straftaten auffiel und sich nicht als Protestkultur sah, häufig der Stadtstreicher- und Asozialenszene zu.
Der Lebensunterhalt wurde nach gängiger Meinung oft nur durch Gelegenheitsarbeiten und öffentliches Musizieren bestritten. Generell standen sie den gesellschaftlichen Normen kritisch gegenüber, zeichneten sich aber meist durch Ablehnung von politischen Interventionen aus. Dagegen bildete sich zunächst in den Niederlanden ab 1965 die Bewegung der Provos heraus, die politische Aktionen – beispielsweise Hausbesetzungen – mit anarchistischem Hintergrund durchführten.
Nach Walter Hollstein handelte es sich bei Gammlern um Jugendliche, „die sich der Konformität des Lebens bewusst entziehen“. Die West-Berliner Innenbehörde stellte fest, dass die so benannten Jugendlichen in der Regel einen Wohnsitz hätten und einer geregelten Arbeit nachgingen. Ihr Verhalten sei nicht darauf zurückzuführen, dass sie „arbeitsscheu“ seien, vielmehr sei ihr Freizeitverhalten Ausdruck des Protests gegen bestehende Gesellschaftsnormen. West-Berlin galt zudem gewissermaßen als eine Hochburg der Gammler, da dort ansässige junge Männer nicht zum Wehrdienst eingezogen wurden, sodass dem Militär gegenüber kritisch eingestellte Männer der Bundeswehr durch einen rechtzeitigen Umzug dorthin entgehen konnten.
In einer Expertise stellte ihnen das niedersächsische Innenministerium aufgrund von Bildung und Herkunft eine günstige Sozialprognose und bezeichnete Gammler „als vielfach geistig aufgeschlossen, bisweilen intellektuell“ sowie „oft berufstätig“ und „nur in der Freizeit gammelnd“. Detlef Siegfried nennt „Gammler“ als Beispiel einer „privatistischen Subkultur“, ein Begriff, der durch eine frühe Analyse über Subkulturen von Helmut Kentler geprägt wurde.

## Reaktion von Gesellschaft und Medien

### Bundesrepublik Deutschland
In der Bundesrepublik wurden „Gammler“ Mitte der 1960er Jahre, ähnlich wie die „Halbstarken“ ein Jahrzehnt zuvor, zu einem Objekt der Medienberichterstattung, obwohl man ihre Anhänger lediglich auf einige Tausend in Europa und einige Hundert in der Bundesrepublik schätzte. So veröffentlichte 1966 der Spiegel eine Titelstory „Gammler in Deutschland“. Die ablehnenden Reaktionen in der Öffentlichkeit gipfelten in politischen Forderungen, öffentliche Plätze zu räumen, den Gammlern die Haare zu scheren und sie zu Zwangsarbeit in sogenannten Arbeitshäusern zu verpflichten. Ebenso führte an vielen Schulen die lange Haartracht männlicher Jugendlicher zu Konflikten – gern drohten ihnen Direktoren und Lehrer mit Disziplinarmaßnahmen. In der Bundeswehr kam es seit 1967 zu ersten Verweigerungen, sich die Haare scheren zu lassen. Erst der sogenannte Haarnetz-Erlass Anfang der 1970er Jahre führte zu einer Entspannung. In den Boulevardzeitungen des Axel-Springer-Verlags wie Bild oder B.Z. wurden auch Protagonisten der 68er-Bewegung wie Rudi Dutschke mit Bezeichnungen wie z. B. „Polit-Gammler“ belegt.
Peter Fleischmann drehte den vielbeachteten Dokumentarfilm Herbst der Gammler (1967) über Münchener Gammler und die feindseligen Reaktionen von vielen Passanten auf diese. Das Motiv des Gammlers bzw. studentischen Polit-Gammlers wurde satirisch aufgriffen z. B. in den Filmen Zur Sache, Schätzchen (1967) oder Nicht fummeln, Liebling (1970).
Als ein Faktor für die unverhältnismäßige Medienaufmerksamkeit wird der Protest gegen die Geschlechterordnung diskutiert. Die Unisex-Kleidung und Frisuren werden als provokanter angesehen als die Konsumkritik. Einen Hinweis auf diese These liefern Medienberichte, in denen in Bildunterschriften das jeweilige Geschlecht der Abgebildeten bezeichnet wurde. In ihrem eigenen Sozialleben replizierten sie aber wieder Geschlechterstereotypen. Gleichberechtigung existierte nicht, sexuelle Übergriffe waren verbreitet.

### DDR
In der DDR wurden pauschal diejenigen Männer, die durch längere Haare und „westliche Kleidung“ (Jeans) auffielen, als „Gammler“ bezeichnet. Viele waren Sympathisanten der vom Staat skeptisch betrachteten Beatmusik, was zu Protesten wie etwa der Leipziger Beatdemo führte. Als Reaktion darauf fand – nach zaghafter Öffnung zur neuen internationalen Beatmusik wie z. B. beim Deutschlandtreffen der Jugend im Mai 1964 – auf dem 11. Plenum des ZK der SED im Dezember 1965 eine radikale Wende in der Kultur- und Jugendpolitik in der DDR statt, in deren unmittelbaren Folge 1968 auch der Strafbestand des Rowdytums (§ 215) im Strafgesetzbuch der DDR verankert wurde.
In der Presse begann daraufhin eine Kampagne gegen Langhaarige, Beatfans, Gammler, junge Christen und politisch Andersdenkende. Walter Ulbricht griff eine Zeile der Beatles auf und fragte: „Ist es denn wirklich so, dass wir jeden Dreck, der vom Westen kommt, nu kopieren müssen? Ich denke, Genossen, mit der Monotonie des Je-Je-Je und wie das alles heißt, ja, sollte man doch Schluss machen.“ 1966 führte das Leipziger Zentralinstitut für Jugendforschung im Auftrag der SED eine Studie durch, um die Haltung langhaariger Jugendlicher zu untersuchen. Die Studie ergab nicht – wie zuvor behauptet – einen minderen Intelligenzgrad, allerdings eine bestimmte Affinität Langhaariger zu westlicher Musik. Gleichwohl wurden an verschiedenen Orten der DDR von FDJ und Volkspolizei zwangsweise Haarschneideaktionen durchgeführt oder Jugendliche von der Polizei unter Zwang zum Friseur gebracht.
Mit dem verstärkten Übergreifen der westlichen Pop- und Musikkultur auch auf den Ostblock trat ab den 1970er Jahren eine gewisse Entspannung ein. Partei und Staat mussten von allzu militanten Erziehungs- und Unterdrückungsmaßnahmen wie erzwungenem Haareschneiden Abstand nehmen. In dieser Zeit machte in der DDR die sogenannte Blueserszene von sich reden.